# Associació de Corredors Motociclistes de Catalunya
L'Associació de Corredors Motociclistes de Catalunya (ACMC) fou una associació motociclista catalana que tingué activitat durant la segona República espanyola. Fundada el 1932 per un grup de pilots (entre els quals Joaquim Vidal, Fernando Aranda, Joan Gili, Ignasi Faura i Emili Tintoré), l'associació fou creada quan els seus promotors veieren que Catalunya s'havia quedat sense Campionat de motociclisme justament l'any en que s'havia aprovat l'Estatut d'Autonomia.
El 25 de desembre d'aquell mateix 1932, l'ACMC organitzà els primers Campionats Motociclistes de Catalunya en Carretera al circuit de Montjuïc, en les categories de 250 cc, 350 cc, 500 cc i sidecar. Era la primera cursa de vehicles de motor mai celebrada al traçat de Montjuïc i el guanyador en fou Fernando Aranda (500 cc), qui pilotà la seva Rudge a una mitjana de 90,320 km/h i marcà el primer rècord del circuit amb un temps de 2'27" a 92,382 km/h. L'associació organitzà els mateixos campionats fins al 1934.